# Tétracaïne
La tétracaïne est un anesthésique local de la famille des amino-esters.
Synthétisée en 1928 par Otto Eisleb, puis commercialisée par IG Farbenindustrie AG, la tétracaïne est un anesthésique local très puissant et très toxique par voie générale, connue sous différents noms : pantokain, pantocaine, pontocaine, amethocaine et dikain en Russie. Elle n'est plus guère utilisée que par voie topique en dermatologie (antiprurigineux), ophtalmologie (collyres) et otorhinolaryngologie (anesthésie exploratoire des voies aériennes, pastilles contre la toux en association avec un antiseptique tel que la chlorhexidine).
Il agit par inhibition du canal sodium.
Il s'agit d'un antagoniste non-compétitif du récepteur à l'acétylcholine.[réf. nécessaire]
Elle fait partie de la liste des médicaments essentiels de l'Organisation mondiale de la santé (liste mise à jour en avril 2013).